# Sahagún (comarca agraria)

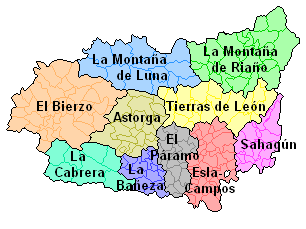
Ubicación de Sahagún en la provincia de León

Sahagún es una comarca agraria española situada al sureste de la provincia de León.

## Características geográficas

### Descripción y superficie
Se sitúa en el extremo sureste de la provincia de León, lindando con la provincia de Palencia. Se asienta sobre las cuencas de los ríos Cea y Valderaduey y presenta un relieve llano, sin apenas accidentes geográficos destacables, con unas altitudes que varían entre los 788 y 979 metros. Según datos de 2007, su territorio abarca una superficie de 92 700 ha. e incluye 15 municipios, de los cuales los de mayor extensión son Villazanzo de Valderaduey (145,8 km²), Sahagún (123,64 km²) y Cea (112,34 km²).
| Municipio                   | Superficie (km²) | Municipio                    | Superficie (km²) |
| --------------------------- | ---------------- | ---------------------------- | ---------------- |
| Bercianos del Real Camino   | 34,24            | Joarilla de las Matas        | 51,47            |
| El Burgo Ranero             | 98,34            | Sahagún                      | 123,64           |
| Calzada del Coto            | 56,03            | Santa María del Monte de Cea | 92,22            |
| Castrotierra de Valmadrigal | 23,50            | Vallecillo                   | 23,36            |
| Cea                         | 112,34           | Villamol                     | 39,63            |
| Escobar de Campos           | 17,14            | Villaselán                   | 56,52            |
| Gordaliza del Pino          | 27,32            | Villazanzo de Valderaduey    | 145,88           |
| Grajal de Campos            | 25,37            |                              |                  |

### Geología y edafología
A nivel geológico, su territorio se compone principalmente de rañas, arcillas, areniscas, margas y arcillas arenosas del Neógeno y rañas y materiales aluviales y diluviales del Cuaternario. Entre los suelos más representativos se encuentran xerorthent (57 % de superficie), xerochrept (32 %) y haploxeralf (7 %). El primero es moderadamente básico aunque alguno es ácido, posee un contenido en materia orgánica medio y es, en general, un tipo de suelo profundo y de textura franca o arcillosa. El segundo tipo se caracteriza por su profundidad (100-150 cm), con un bajo contenido en materia orgánica, pH ligeramente ácido y de textura franco-arenosa. El último tipo también es profundo (100-150 cm), con un pH ligeramente neutro, poca materia orgánica y su textura es franco-arcillo-arenosa.

### Clima
Según la clasificación agroclimática de Papadakis, su territorio posee un tipo climático Mediterráneo templado excepto en su extremo septentrional (Cea, Villazanzo de Valderaduey y Villaselán), donde se da el tipo Mediterráneo templado fresco. En relación con su régimen de humedad, presenta un régimen Mediterráneo húmedo, excepto en una zona del sur comarcal, donde predomina un régimen Mediterráneo seco. En cuanto a temperaturas, el periodo frío o de heladas se extiende durante ocho meses, mientras que el periodo cálido, con temperatura media máxima superior a 30 grados, varía entre 0 y 1 mes. Igualmente, el periodo seco o árido se prolonga durante cuatro meses en Joarilla de las Matas, Castrotierra de Valmadrigal, Vallecillo, Gordaliza del Pino y el suroeste de Sahagún y Grajal de Campos; durante dos meses al norte de Cea y durante tres meses en el resto del territorio.

## Características agrarias
El territorio tiene la agricultura como principal actividad económica; las tierras de cultivo ocupan el 70,4 % de la superficie (64 % de ellas son de secano), los prados y pastos el 9 % y los terrenos forestales un 15,8 %. Entre estos, un 28 % es materrial boscoso de transición, un 12 % matorrales de vegetación esclerófila, un 25 % bosque de frondosas, un 9 % bosque de coníferas y un 26 % bosque mixto. Entre los cultivos predominan los herbáceos, con cereales (trigo, avena, cebada y maíz) y leguminosas, mientras que solo existe el viñedo como cultivo leñoso. Los municipios con más tierras de cultivo son Sahagún (9998 ha) y El Burgo Ranero (8522 ha).
| Distribución de tierras (2004)       | Superficie (ha)            | Superficie (ha) | Superficie (ha) |
| Distribución de tierras (2004)       | Secano \| Regadío \| Total |                 |                 |
| Cultivos herbáceos                   |                            |                 |                 |
| Maíz                                 | 0                          | 1121            | 1121            |
| Cebada                               | 7826                       | 1285            | 9111            |
| Trigo                                | 7671                       | 1933            | 9604            |
| Avena                                | 9590                       | 1697            | 11 287          |
| Alfalfa                              | 719                        | 219             | 938             |
| Altramuz                             | 1030                       | 329             | 1359            |
| Veza                                 | 1577                       | 77              | 1654            |
| Otros                                | 1126                       | 200             | 1326            |
| Cultivos leñosos                     |                            |                 |                 |
| Viñedo                               | 587                        | 9               | 596             |
| Barbecho y otras tierras no ocupadas | 21 186                     | 1894            | 23 080          |
| Tierras de cultivo                   | 55 610                     | 10 209          | 65 819          |
| Prados naturales                     | 1953                       | 38              | 1991            |
| Pastizales                           | 6428                       | 0               | 6428            |
| Prados y pastos                      | 8381                       | 38              | 8419            |
| Monte maderable                      | 10 018                     | 3               | 10 021          |
| Monte abierto                        | 3235                       |                 | 3235            |
| Monte leñoso                         | 1486                       |                 | 1486            |
| Terreno forestal                     | 14 739                     | 3               | 14 742          |
| Erial a pastos                       | 1046                       |                 | 1046            |
| Terreno improductivo                 | 1492                       |                 | 1492            |
| Superficie no agrícola               | 1621                       |                 | 1621            |
| Ríos y lagos                         | 397                        |                 | 397             |
| Otras superficies                    | 4556                       |                 | 4556            |
| Superficie total                     | 83 286                     | 10 250          | 93 536          |